# Augusta Isabel de Württemberg
Augusta Isabel de Württemberg (em alemão:  Auguste Elisabeth; Estugarda, 30 de outubro de 1734 — Hornberg, 4 de junho de 1787) foi duquesa de Württemberg por nascimento, e princesa consorte de Thurn e Taxis pelo seu casamento com Carlos Anselmo, 4.° Príncipe de Thurn e Taxis.

## Família
Augusta Isabel foi a única filha e sexta criança nascida do duque Carlos Alexandre de Württemberg e de Maria Augusta de Thurn e Taxis. Os seus avós paternos eram Frederico Carlos de Württemberg-Winnental e Leonor Juliana de Brandemburgo-Ansbach. Os seus avós maternos eram Anselmo Francisco, 2.º Príncipe de Thurn e Taxis e Maria Luísa Ana Francisca de Lobkowicz.
Ela teve cinco irmãos, que eram: o duque Carlos Eugênio de Württemberg; Eugênio Luís; o duque Luís Eugênio de Württemberg, marido de Sofia Albertina de Beichlingen; Frederico II Eugénio, Duque de Württemberg, marido de Frederica de Brandemburgo-Schwedt, e Alexandre Eugênio.

## Biografia
Augusta Isabel viveu com sua mãe, Maria Augusta, até ela entrar em um convento da Ordem de Santa Úrsula exclusivo, em Metz, em 1750.
Seu irmão, Carlos Eugênio, esperava que ela se casasse com um príncipe francês para ajudar na sua política de reorientação de Württemberg em relação a França, em 1752. Porém, isto não ocorreu.
Em 3 de setembro de 1753, aos 18 anos, ela casou-se com o príncipe Carlos Anselmo, seu primo materno, de 20 anos, na cidade de Estugarda, na atual Alemanha. Ele era filho de Alexandre Fernando, 3.° Príncipe de Thurn e Taxis e de Sofia Cristina de Brandemburgo-Bayreuth.
O casal teve oito filhos, quatro meninas e quatro meninos.
A duquesa Augusta faleceu em 4 de junho de 1787, aos 52 anos de idade. Ela foi enterrada na Igreja do Palácio de Ludwigsburg, em Baden-Württemberg.

## Descendência
- Maria Teresa de Thurn e Taxis (10 de julho de 1757 – 9 de março de 1776), esposa do príncipe Crafto Ernesto de Oettingen-Oettingen;
- Sofia Frederica de Thurn e Taxis (20 de julho de 1758 – 31 de maio de 1800), esposa do príncipe Dominik Hieronim Radzivil, com quem teve um filho;
- Francisco João de Thurn e Taxis (2 de outubro de 1759 – 22 de janeiro de 1760);
- Henrica Carolina de Thurn e Taxis (25 de abril de 1762 – 25 de abril de 1784), esposa do príncipe João Aloísio II de Oettingen-Oettingen e Oettingen-Spielberg;
- Alexandre Carlos de Thurn e Taxis (19 de abril de 1763 – 21 de abril de 1763);
- Frederica Doroteia de Thurn e Taxis (11 de setembro de 1764 – 10 de novembro de 1764);
- Carlos Alexandre, 5.° Príncipe de Thurn e Taxis (22 de fevereiro de 1770 – 15 de julho de 1827), sucessor do pai. Foi marido da duquesa Teresa de Mecklemburgo-Strelitz, com quem teve sete filhos;
- Frederico João de Thurn e Taxis (11 de abril de 1772 – 7 de dezembro de 1805), não se casou e nem teve filhos.

## Títulos e estilos
- 30 de outubro de 1734 – 3 de setembro de 1753: Sua Alteza Sereníssima Ducal Duquesa Augusta de Württemberg
- 3 de setembro de 1753 – 17 de março de 1773: Sua Alteza Sereníssima Ducal A Princesa Hereditária de Thurn e Taxis
- 17 de março de 1773 – 1776: Sua Alteza Sereníssima Ducal A Princesa de Thurn e Taxis
- 1776 – 4 de junho de 1787: Sua Alteza Sereníssima Ducal Princesa Augusta de Thurn e Taxis, Duquesa de Württemberg